# Barthold Rudolf Hast

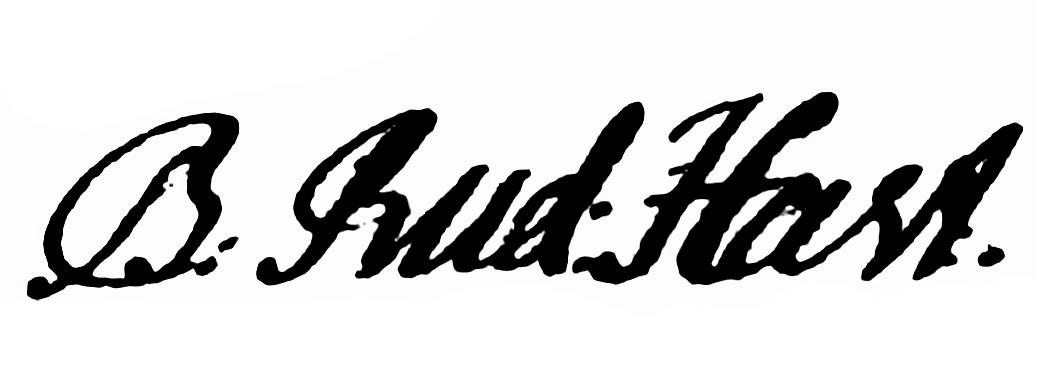
B: Rud: Hast

Barthold Rudolf Hast, född 9 april 1724 i Vasa, död där 8 oktober 1784, var en finlandssvensk läkare.
Hast blev 1740 student vid Kungliga Akademien i Åbo, studerade efter 1744 vid Uppsala universitet, där han 1747 promoverades till medicine doktor, blev samma år provinsialläkare i Helsingfors och var 1749-83 provinsialläkare i Vasa. Hän var den första finländska medicine doktoren som blev doktor i Sverige.
Ända till 1774 var Hast den ende läkaren i hela Österbotten och vann mycket stort förtroende. Han utförde ofta svåra kirurgiska operationer och visade även stort intresse för kreaturssjukdomar. Genom hans bemödanden inrättades 1760 ett apotek och 1766 ett lasarett i Vasa. Han verkade även för införande av ympning mot smittkoppor, vilket resulterade i att 15 848 barn i Österbotten ympades under åren 1768–1784. 